# Episcopi

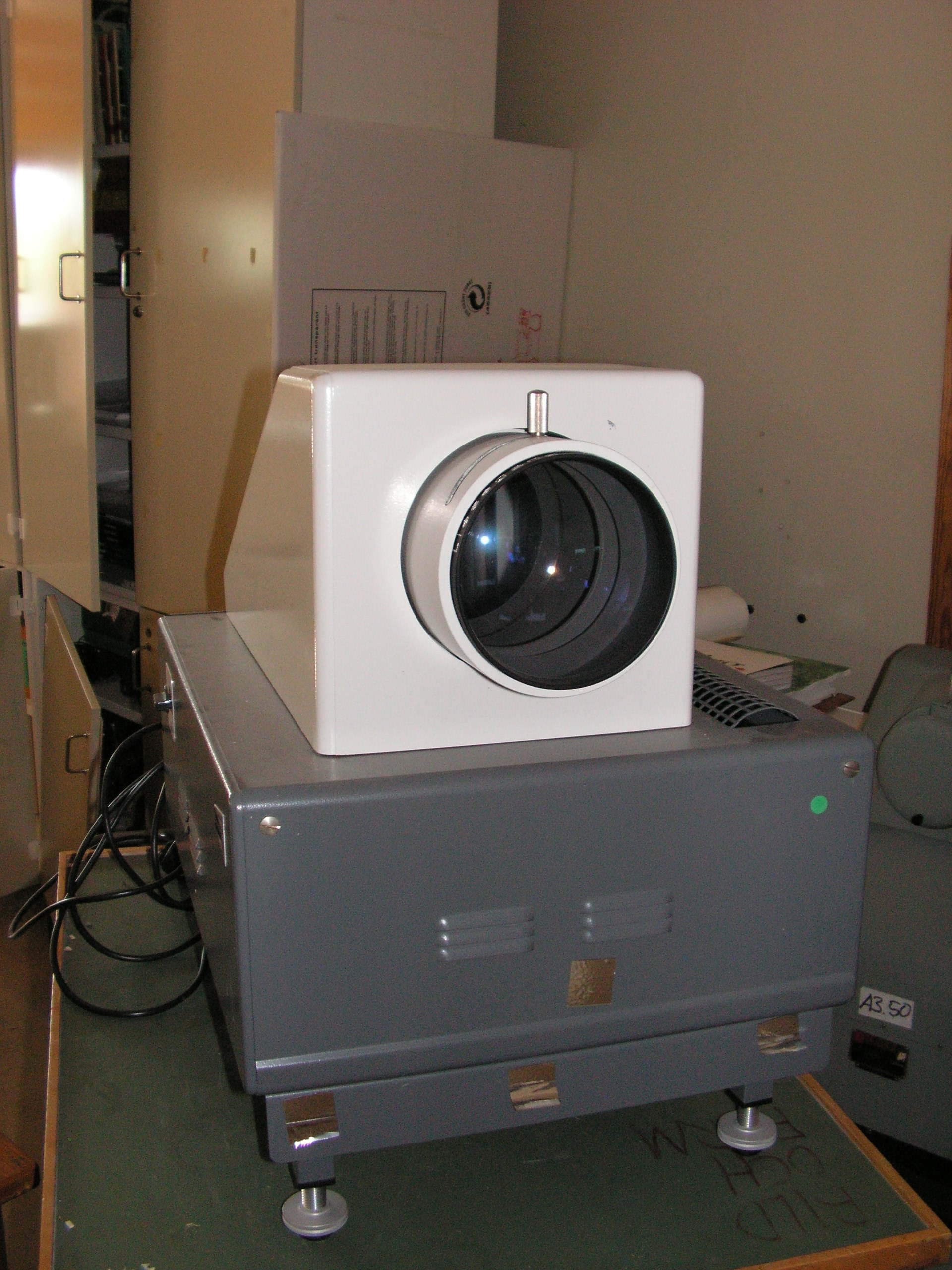
Episcopi.

Un episcopi, del grec επι (sobre) + σκοπεω (veure), és un dispositiu que permet projectar sobre una pantalla de projecció o la paret d'una sala imatges opaques per la llum reflectida sobre elles, il·luminables adequadament, la qual cosa permet la presentació davant d'un auditori, de material imprès interessant, com ara pàgines de diaris, llibres, revistes o dibuixos fets pel conferenciant sobre la marxa, per a documentar una explicació, etc. Un episcopi consta bàsicament d'una font de llum (llum de projecció), un suport amb la làmina a projectar i una lent; addicionalment pot tenir com a reflector intern un mirall còncau que augmenta el rendiment de la font de llum, un sistema que permet moure la lent per tal d'enfocar la imatge i un mirall deflector extern que permet orientar la imatge cap a la superfície externa sobre la qual es projecta.

## Rendiment
Els episcopis tenen un rendiment lumínic relativament baix, comparat amb altres sistemes de projecció: això és degut a diversos motius. El primer motiu és que només un percentatge de la llum emesa per la làmpada de projecció incideix directament sobre la imatge a projectar, el reflector no pot ser una paràbola perfecta amb la filament en el focus, atès que la lent obliga a tallar-lo (perdent-se aquí una part) i a decantar la làmpada, en conseqüència la llum no queda del tot col·limada); un altre motiu és la quantitat minsa de llum que és capaç de reflectir la làmina, llum aquesta que finalment, és la que passant a través de la lent, acaba il·luminant la pantalla de projecció.

## Variants
Hi ha una versió més complexa de l'episcopi que és un dispositiu universal anomenat epidiascopi el qual combina un episcopi amb un allotjament per a la projecció de diapositives i pot també proporcionar una projecció ampliada d'altres materials transparents que es puguin il·luminar mitjançant llum que els travessi (per exemple, entre d'altres, diferents tipus de pel·lícules amb tota la varietat de formats i mides).

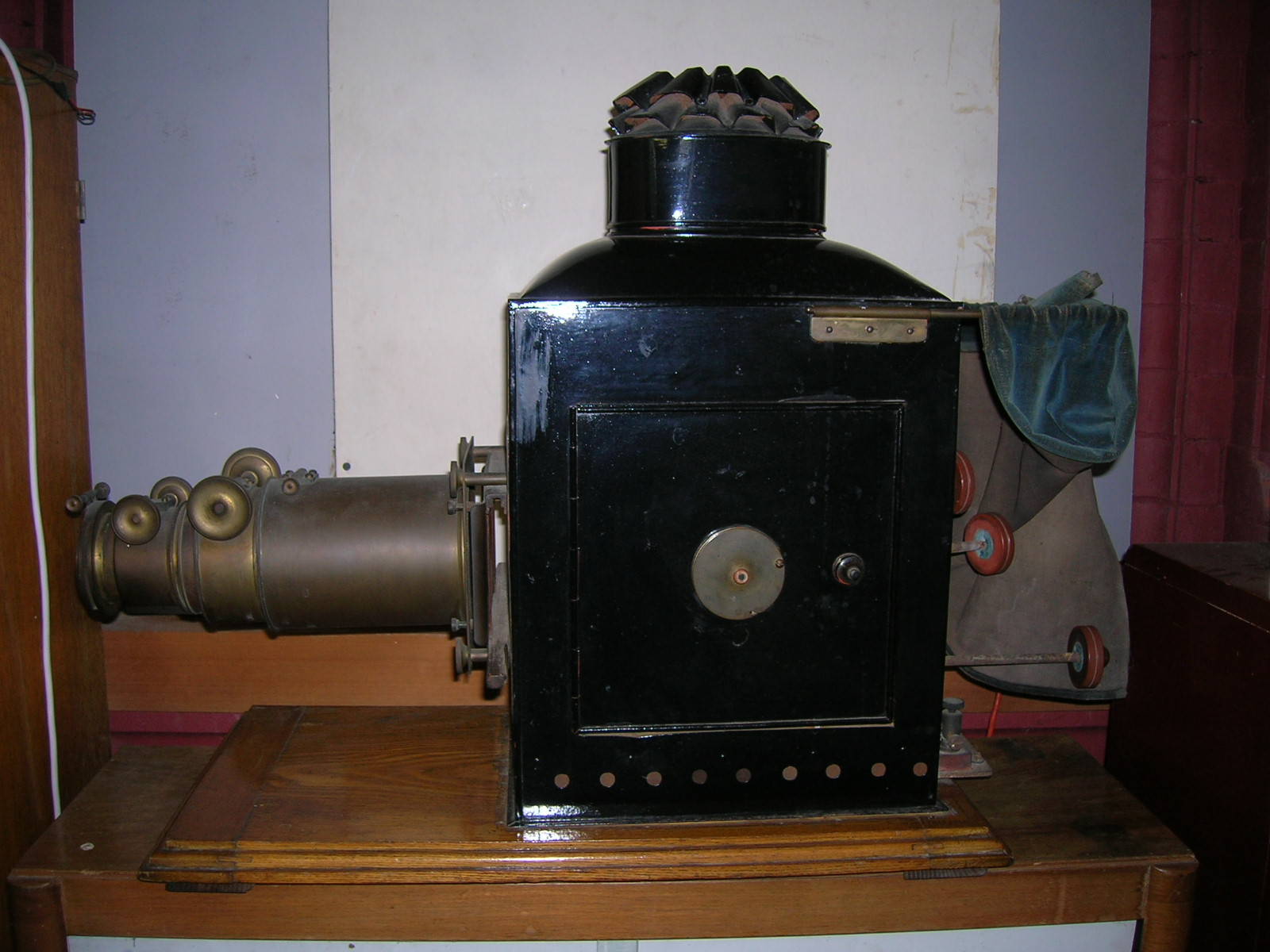
Episcopi de la University of Cambridge 1800's
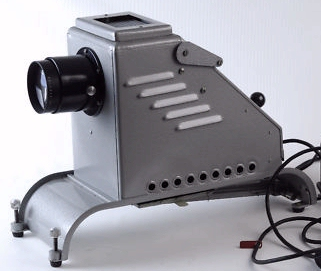
Episcopi clàssic de Heinrich Malinski
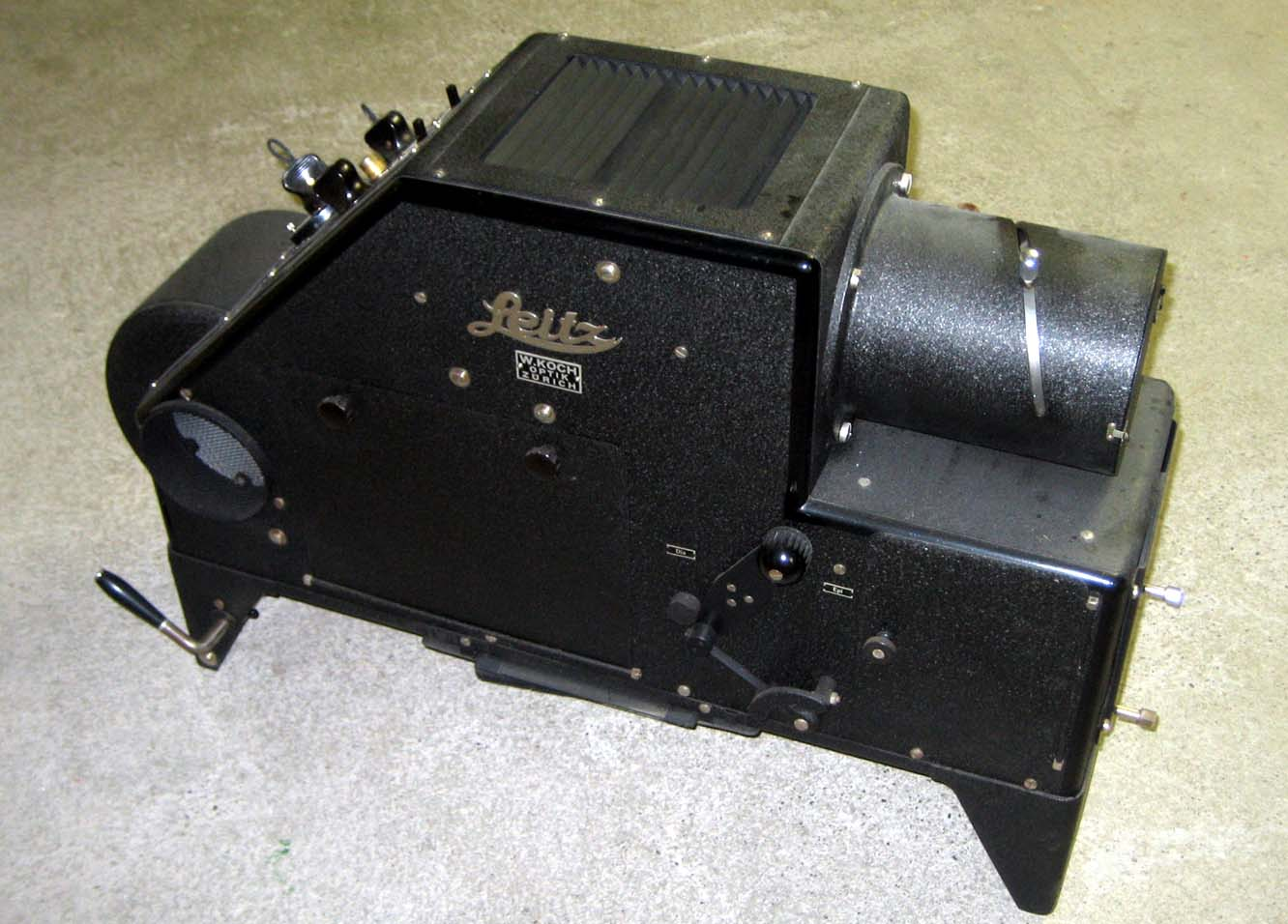
Episcopi clàssic de Ernst Leitz
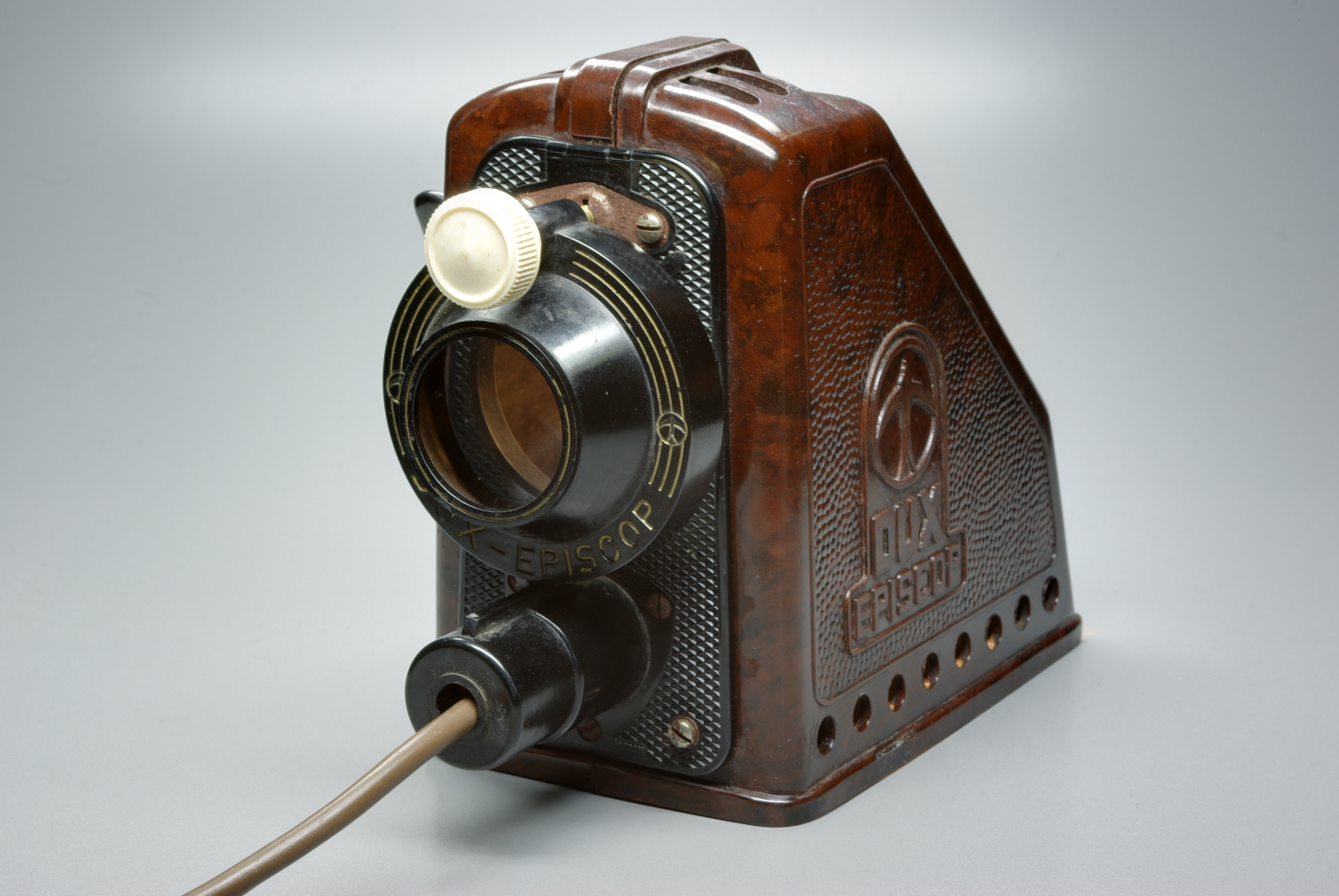
Petit episcopi casolà